# Eliberidens forceps
Eliberidens forceps är en ringmaskart som beskrevs av Wolf 1986. Eliberidens forceps ingår i släktet Eliberidens och familjen Dorvilleidae.
Artens utbredningsområde är Mexikanska golfen. Inga underarter finns listade i Catalogue of Life.